# Persone di cognome Giuliani
| Questa pagina contiene informazioni ricavate automaticamente dalle voci biografiche con l'ausilio del template Bio e di un bot. L'aggiornamento è periodico e automatico e ricostruisce completamente la pagina. Se manca una persona in questa lista, sei pregato di non aggiungerla, ma accertati piuttosto che la sua voce biografica contenga il template Bio e che i dati anagrafici siano correttamente compilati. Se il template Bio manca, inseriscilo tu stesso o, in alternativa, metti l'avviso {{tmp\|Bio}} che ne segnala la mancanza. Se i dati riportati sono sbagliati, correggi direttamente la voce biografica; le modifiche saranno visibili in questa lista entro pochi giorni. Per chiarimenti vedi il progetto antroponimi. La lista contiene solo le 51 persone che sono citate nell'enciclopedia e per le quali è stato implementato correttamente il template Bio. Pagina aggiornata al 7 giu 2025. |

Questa è una lista di persone presenti nell'enciclopedia che hanno il cognome Giuliani, suddivise per attività principale.

## Allenatori di pallacanestro(2)
- Alessandro Giuliani, allenatore di pallacanestro e dirigente sportivo italiano (Vicenza, n. 1968)
- Nevio Giuliani, allenatore di pallacanestro italiano (n. 1958)

## Allenatori di pallavolo(1)
- Alberto Giuliani, allenatore di pallavolo italiano (San Severino Marche, n. 1964)

## Arpisti(1)
- Giovanni Francesco Giuliani, arpista, compositore e direttore d'orchestra italiano (Livorno, n. 1760 - Firenze, † 1820)

## Astronomi(1)
- Valter Giuliani, astronomo italiano (Cantù, n. 1960)

## Attivisti(1)
- Carlo Giuliani, attivista italiano (Roma, n. 1978 - Genova, † 2001)

## Attori(3)
- Luigi Giuliani, attore italiano (San Giuliano Terme, n. 1940 - Roma, † 2018)
- Marco Giuliani, attore italiano (Roma, n. 1976)
- Massimo Giuliani, attore, doppiatore e direttore del doppiaggio italiano (Roma, n. 1951)

## Attrici(1)
- Alessia Giuliani, attrice italiana (Genova, n. 1972)

## Calciatori(3)
- Aldo Giuliani, calciatore italiano (Orzinuovi, n. 1921)
- Giuliano Giuliani, calciatore italiano (Roma, n. 1958 - Bologna, † 1996)
- Luigi Giuseppe Giuliani, calciatore italiano (Gottolengo, n. 1905 - † 1985)

## Calciatrici(1)
- Laura Giuliani, calciatrice italiana (Milano, n. 1993)

## Cantanti(1)
- Gilda Giuliani, cantante italiana (Termoli, n. 1954)

## Cestisti(1)
- Paolo Giuliani, ex cestista e procuratore sportivo italiano (Sesto San Giovanni, n. 1972)

## Chitarriste(1)
- Emilia Giuliani, chitarrista e compositrice italiana (Vienna, n. 1813 - Pest, † 1850)

## Chitarristi(2)
- Mauro Giuliani, chitarrista, compositore e violoncellista italiano (Bisceglie, n. 1781 - Napoli, † 1829)
- Michele Giuliani, chitarrista, compositore e insegnante italiano (Barletta, n. 1801 - Parigi, † 1867)

## Ciclisti su strada(1)
- Donato Giuliani, ciclista su strada e dirigente sportivo italiano (Spoltore, n. 1946 - Atri, † 2025)

## Comici(1)
- Antonio Giuliani, comico, cabarettista e attore italiano (Roma, n. 1967)

## Conduttori radiofonici(1)
- Chicco Giuliani, conduttore radiofonico, disc jockey e giornalista italiano (Bologna, n. 1973)

## Cornisti(1)
- Luciano Giuliani, cornista italiano (Vecchiazzano, n. 1945)

## Dirigenti sportivi(1)
- Stefano Giuliani, dirigente sportivo e ex ciclista su strada italiano (Castilenti, n. 1958)

## Doppiatori(1)
- Daniele Giuliani, doppiatore, dialoghista e direttore del doppiaggio italiano (Roma, n. 1982)

## Drammaturghe(1)
- Giovanna Giuliani, drammaturga, regista e sceneggiatrice italiana (Bari, n. 1974)

## Filologi(1)
- Giambattista Giuliani, filologo, linguista e storico della letteratura italiano (Canelli, n. 1818 - Firenze, † 1884)

## Filosofe(1)
- Fabrizia Giuliani, filosofa, politica e scrittrice italiana (Roma, n. 1966)

## Fotografi(1)
- Alberto Giuliani, fotografo e giornalista italiano (Pesaro, n. 1975)

## Giornalisti(1)
- Fulvio Giuliani, giornalista, conduttore radiofonico e conduttore televisivo italiano (Napoli, n. 1969)

## Giuristi(1)
- Giuseppe Giuliani, giurista italiano (Trani, n. 1831 - † 1910)

## Ingegneri(1)
- Mauro Eugenio Giuliani, ingegnere italiano (Milano, n. 1965)

## Karateka(1)
- Michele Giuliani, karateka italiano (Bari, n. 1983)

## Mistiche(1)
- Veronica Giuliani, mistica e badessa italiana (Mercatello sul Metauro, n. 1660 - Città di Castello, † 1727)

## Nuotatori(1)
- Maximillian Giuliani, nuotatore australiano (Traralgon, n. 2003)

## Organari(1)
- Carlo Giuliani, organaro italiano (Montegrino Valtravaglia, n. 1796 - Genova, † 1855)

## Pallavoliste(1)
- Dominika Giuliani, pallavolista italiana (Vimercate, n. 2004)

## Pallavolisti(1)
- Ludovico Giuliani, pallavolista italiano (San Severino Marche, n. 1998)

## Partigiani(1)
- Vittorio Mario Giuliani, partigiano italiano (Cuneo, n. 1922 - Cuneo, † 1993)

## Pittori(1)
- Giovanni Giuliani, pittore e incisore italiano (Venezia, n. 1893 - Mogliano Veneto, † 1965)

## Poeti(3)
- Alfredo Giuliani, poeta, critico letterario e scrittore italiano (Mombaroccio, n. 1924 - Roma, † 2007)
- Americo Giuliani, poeta italiano (Rosciolo dei Marsi, n. 1888 - Roma, † 1922)
- Francesco Giuliani, poeta e scrittore italiano (Castel del Monte, n. 1890 - † 1970)

## Politici(1)
- Rudolph Giuliani, politico, avvocato e imprenditore statunitense (New York, n. 1944)

## Religiosi(1)
- Reginaldo Giuliani, religioso, militare e predicatore italiano (Torino, n. 1887 - Passo Uarieu, † 1936)

## Rugbisti a 15(1)
- Rodolfo Giuliani, ex rugbista a 15 italiano (Roma, n. 1928)

## Sassofonisti(1)
- Rosario Giuliani, sassofonista italiano (Terracina, n. 1967)

## Scultori(1)
- Giovanni Giuliani, scultore e intagliatore italiano (Venezia, n. 1664 - Heiligenkreuz, † 1744)

## Storici(1)
- Vincenzo Giuliani, storico, medico e archeologo italiano (Vieste, n. 1733 - Vieste, † 1799)

## Vescovi cattolici(1)
- Carlo Giuliani, vescovo cattolico italiano (Stagno, † 1663)

## Senza attività specificata(1)
- Giampaolo Giuliani, italiano (L'Aquila, n. 1947 - L'Aquila, † 2022)